# Статопараметрический метод
Статопараметрический (гидростатический) метод — это метод диагностирования гидропривода, основанный на измерении параметров установившегося задросселированного потока рабочей жидкости. В качестве диагностических используют такие параметры как давление, расход, утечки рабочей жидкости, коэффициент подачи, объёмный КПД.

## Сущность метода
Сущность метода в общих чертах можно объяснить следующим образом. В течение срока эксплуатации гидропривода вследствие износа увеличиваются зазоры между деталями гидромашин и гидроаппаратов. Увеличение зазоров приводит к увеличению утечек в гидрооборудовании при наличии большой разницы давлений на выходе и на входе в диагностируемый гидроаппарат или в гидромашину; при небольшой разнице в давлениях утечки в гидроборудовании с большим сроком эксплуатации почти не отличаются от утечек в новом гидрооборудовании. При диагностировании гидропривода статопараметрическим методом сначала измеряют, например, подачу насоса при минимальном давлении (составляющем примерно 10 % от номинального) на выходе из насоса, а потом увеличивают сопротивление последовательно включённого гидродросселя и таким образом увеличивают давление на выходе из насоса. После этого ещё раз измеряют подачу (уже при номинальном давлении) при одинаковой частоте вращения вала насоса. По разнице подач вычисляют коэффициент подачи, по которому судят о величине зазоров в гидрооборудовании и, следовательно, степени износа (в описанном случае) насоса. У новых насосов разница подач меньше, чем у насосов, находившихся в эксплуатации.

## Область применения
Статопараметрический метод является наиболее распространённым методом диагностирования гидропривода.
Метод может быть использован для оценки технического состояния всех сборочных единиц гидросистемы.

## Преимущества
Достоинство метода заключается в том, что он сочетает в себе сразу три функции — диагностики, испытания и обкатки гидропривода. Кроме того, по сравнению с вибрационным и акустическими методами статопараметрический достаточно точен.

## Недостатки
К его недостаткам относится большая трудоёмкость (при отсутствии заглушек в гидросистеме необходимо разъединение трубопроводов и рукавов в системе и установка датчиков непосредственно в поток рабочей жидкости). Однако в последние два-три десятилетия в диагностировании гидрооборудования получило развитие направление, состоящее в предварительном встраивании измерительных приборов в гидросистему на этапе производства той или иной машины с гидроприводом. Поэтому трудоёмкость проведения диагностирования статопараметрическим методом для таких гидрофицированных машин значительно снижена. Ещё одним недостатком является то, что во многих случаях, например, при диагностировании гидроцилиндров, для поддержания номинального давления в гидросистеме при диагностировании необходимо применять специальные нагружающие устройства.